# Хемијска потреба кисеоника
У хемији животне средине, хемијска потреба кисеоника (ХПК) је индикативна мера количине кисеоника која се потроши при реакцијама у датом раствору. Обично се изражава као маса потрошеног кисеоника у запремини раствора која у јединицама СИ износи милиграм по литру (mg/l). ХПК тест се може користити за лако утврђивање количине органских састојака у води. Најчешћа примена ХПК је у одређивању количине оксидирајућих загађивача који се налазе у површинским водама (нпр. језерима и рекама) или у отпадним водама. ХПК је користан у смислу квалитета воде јер обезбеђује меру за одређивање ефекта који ће ефлуент имати на тело водопријемника, слично као и биохемијска потреба за кисеоником (БОД).

## Преглед
Основа за ХПК тест је да готово сва органска једињења могу у целини да се оксидишу у угљен-диоксид јаким оксидантом у киселим условима. Количина кисеоника која је потребна за оксидацију органског једињења до угљен-диоксида, амонијака и воде дата је на следећи начин:
{\displaystyle {\mbox{C}}_{n}{\mbox{H}}_{a}{\mbox{O}}_{b}{\mbox{N}}_{c}+\left(n+{\frac {a}{4}}-{\frac {b}{2}}-{\frac {3}{4}}c\right){\mbox{O}}_{2}\rightarrow n{\mbox{CO}}_{2}+\left({\frac {a}{2}}-{\frac {3}{2}}c\right){\mbox{H}}_{2}{\mbox{O}}+c{\mbox{NH}}_{3}}
Овај израз не укључује потребу за кисеоником изазваном нитрификацијом, оксидацијом амонијака у нитрат:
{\displaystyle {\mbox{N}}{\mbox{H}}_{3}+2{\mbox{O}}_{2}\rightarrow {\mbox{N}}{\mbox{O}}_{3}^{-}+{\mbox{H}}_{3}{\mbox{O}}^{+}}
Дихромат, оксидант за одређивање ХПК, не оксидише амонијак у нитрат, тако да нитрификација није укључена у стандардни ХПК тест .
Међународна организација за стандардизацију описује стандардну методу за мерење потреба хемијског кисеоника у ISO 6060  .

## Коришћење калијум-дихромата
Калијум дихромат је јак оксидант у киселим условима. Киселост се обично постиже додатком сумпорне киселине. Реакција калијум дихромата са органским једињењима је дата помоћу следеће једначине:
{\displaystyle {\ce {C}}_{n}{\ce {H}}_{a}{\ce {O}}_{b}{\ce {N}}_{c}\ +\ d{\ce {Cr2O7^2-}}\ +\ (8d\ +\ c){\ce {H+ ->}}n{\ce {CO2}}\ +\ {\frac {a+8d-3c}{2}}{\ce {H2O}}\ +\ c{\ce {NH4+}}\ +2d{\ce {Cr^3+}}}
где је {\displaystyle d=2n/3+a/6-b/3-c/2}. Најчешће се користи 0,25N раствор калијум дихромата за одређивање ХПК, мада је за узорке са ХПК испод 50 мг/Л пожељна нижа концентрација калијум дихромата.
У процесу оксидације органских материја које се налазе у узорку воде, калијум дихромат се смањује (пошто се у свим редокс реакцијама један реагенс оксидише, а други редукује), формирајући Cr 3+. Количина Cr 3+ се одређује након завршене oксидације и користи се као индиректна мера органског садржаја у узорку воде.

### Мерење вишка
Да би се све органске материје у потпуности оксидовале, мора бити присутан вишак калијум дихромата (или било ког оксидирајућег агенса). Када је оксидација завршена, мора се измерити количина вишка калијум дихромата да би се обезбедила тачност одређивања количине Cr3+. Да би се то постигло, вишак калијум дихромата се титрира са феро амонијум сулфатом (ФАС) све док се сав вишак оксидационог средства не редукује до Cr3+. Обично се индикатор оксидо-редукције фероин додаје током овог корака титрације. Када се сав вишак дихромата редукује, индикатор фероин мења боју из плаво-зелене у црвенкастосмеђу. Количина додатог феро амонијум сулфата је еквивалентна количини вишка калијум дихромата који је додат оригиналном узорку. Напомена: Индикатор фероин је јарко црвене боје из комерцијално припремљених извора, али када се дода третираном узорку који садржи калијум дихромат показује зелену нијансу. Током титрације, боја индикатора се мења из зелене у јарко плаву нијансу до црвенкастосмеђе када достигне крајњу тачку. Фероин индикатор се мења из црвене у бледо плаву када се оксидује. 

## Припрема фероин индикатора
Раствор 1.485 г 1,10- фенантролин монохидрата се додаје у раствор 695 мг FeSO4·7H2О у дестилованој води, и добијени црвени раствор се разблажи до 100 мл.

### Обрачун
За израчунавање ХПК користи се следећа формула:
{\displaystyle \mathrm {COD} ={\frac {8000(b-s)n}{\text{запремина узорка}}}}
где је б запремина ФАС-а коришћеног у празном узорку, с је запремина ФАС-а у оригиналном узорку, а n је нормалност раствора ФАС-а. Ако се за мерење запремине константно користе милилитри, резултат обрачуна ХПК даје се у мг/Л.
ХПК се може проценити на основу концентрације једињења које се оксидише у узорку, на основу његове стехиометријске реакције са кисеоником којом се ствара CO2 (претпостављајући да сви С прелазе у СО2), Н2О (претпостављајући да сви Н прелазе у Н2О) и NH3 (претпостављајући да сви N прелазе у NH3), коришћењем следеће формуле:
COD = (C/FW)·(RMO)·32
Где је:
C = концентрација оксидирајућег једињења у узорку,
FW = тежина формуле оксидирајућег једињења у узорку,
RMO = Однос броја молова кисеоника и броја молова оксидирајућег једињења у њиховој реакцији до CO2, воде и амонијака
На пример, ако узорак садржи 500 тппм (тежинских милионитих делова) фенола:
C6H5OH + 7O2 → 6CO2 + 3H2O
ХПК= (500/94)·7·32 = 1191 тежинских ppm

## Утицај неорганских материја
Неки узорци воде садрже високе нивое неорганских материја који могу ометати одређивање ХПК. Због високе концентрације у већини отпадних вода, хлорид је често најозбиљнији извор сметњи. Његова реакција са калијум дихроматом одвија се према једначини:
{\displaystyle \mathrm {6Cl^{-}+Cr_{2}O_{7}^{2-}+14H^{+}\rightarrow 3Cl_{2}+2Cr^{3+}+7H_{2}O} }
Пре додавања других реагенаса, узорку се може додати живин сулфат у циљу уклањања утицаја хлорида.
Следећа табела приказује низ других неорганских материја које могу изазвати сметње. Табела такође наводи хемикалије које се могу користити за уклањање таквих сметњи и једињења која настају када се елиминише неоргански молекул.
| Неоргански молекул | Елиминисано помоћу   | Облици елиминације        |
| ------------------ | -------------------- | ------------------------- |
| Хлорид             | Жива (II) сулфат     | Жива (II) хлорид комплекс |
| Нитрит             | Сулфаминска киселина | Гас N2                    |
| Гвожђе (II)        | -                    | -                         |
| Сулфиди            | -                    | -                         |

## Законске одредбе
Многе владе намећу строге прописе у вези са максималном хемијском потребом кисеоника у отпадним водама пре него што се оне могу вратити у животну средину. На пример, у Швајцарској, максимална потреба кисеоника између 200 и 1000 мг/Л мора се достићи пре него што се отпадна вода или индустријска вода могу вратити у животну средину  .

## Историја
Дуги низ година, јако оксидационо средство - калијум перманганат (КМnО4) је коришћен за мерење хемијске потрошње кисеоника. Мерења су се звала кисеоником који се троши из перманганата, а не потребом кисеоника органских супстанци. Ефективност калијум перманганата у оксидацији органских једињења варирала је у широкој мери, а у многим случајевима су вредности биохемијске потребе кисеоника (БПК) често биле много веће од резултата мерења ХПК. Ово указује да калијум перманганат није у стању да ефикасно оксидише сва органска једињења у води, што га чини релативно лошим оксидантом за утврђивање ХПК.
Од тада, друга оксидациона средства као што је церијум сулфат, калијум јодат и калијум дихромат користе се за одређивање ХПК. Од тога, калијум дихромат ( K2Cr2O7 ) се показао као најефикаснији: релативно је јефтин, лако се пречишћава, и способан је да готово потпуно оксидише скоро сва органска једињења.
У овим поступцима, узорку раствора који се анализира додаје се фиксна запремина са познатим вишком количине оксиданса. Након поступка рефлуксне дигестије, почетна концентрација органских супстанци у узорку израчунава се титриметријским или спектрофотометријским одређивањем оксиданта који је преостао у узорку. Као и код свих колориметријских метода, празни узорци се користе за контролу контаминације спољашњим материјалом.